# Mantinos
Mantinos település Spanyolországban, Palencia tartományban. Mantinos Villalba de Guardo, Guardo és Santibáñez de la Peña községekkel határos. Lakosainak száma 145 fő (2024).

## Népesség
A település népessége az elmúlt években az alábbi módon változott:
| Lakosok száma | 189  | 170  | 157  | 149  | 158  | 153  | 146  | 141  | 141  | 145  |
|               | 2001 | 2004 | 2007 | 2009 | 2012 | 2014 | 2017 | 2019 | 2022 | 2024 |